# コンスタンサ・デ・ボルゴーニャ
コンスタンサ・デ・ボルゴーニャ（Constanza de Borgoña, 1046年頃 - 1093年頃）は、カスティーリャ王アルフォンソ6世の2番目の王妃。

## 生涯
父はブルゴーニュ公ロベール1世、母はエリー・ド・スミュール。フランス語名はコンスタンス・ド・ブルゴーニュ（Constance de Bourgogne）。夫アルフォンソ6世の庶子テレサの夫ポルトゥカーレ伯エンリケ（ポルトガル王家の祖）は甥に当たる。
1065年に母エリーの従兄弟にあたるシャロン伯ユーグ2世と結婚し、14年間結婚生活は続いたが、1078年に夫ユーグ2世がコンスタンサの甥ブルゴーニュ公ユーグ1世のスペインへの聖地巡礼に同行しその途中で死去したため、子女がないまま未亡人となった。
一説に、実家ブルゴーニュ家の甥ユーグ1世が未亡人となった叔母コンスタンサを、王妃の座が空席になったばかりのアルフォンソ6世と引き合わせたとされる。アルフォンソ6世はクリュニー修道院の修道院協会と宗教的および政治的な和解を行い、修道院長ユーグの姪（ユーグはコンスタンサの外叔父）にあたるコンスタンサと結婚することで関係の強化を画策した。
アルフォンソ6世の先妻イネス・デ・アキタニアはコンスタンサの遠縁の親族にあたることから、近親婚であるとして教皇からの反対に直面している。
結婚式は1079年から1080年の年の変わり目に、コンスタンサがレオンに到着した後に行われ、長女ウラカは早くも1080年後半までには生まれたとされる。
王妃となって以降、コンスタンサはレオン王国とクリュニー修道院の関係を取り持つ他、実家ブルゴーニュ家とヒメノ家の仲介者として働いた。
1087年にコンスタンサのもう一人の甥で実兄ユーグ1世よりブルゴーニュ公位を継承したウード1世がムーア人との戦闘のためイベリアへ渡ったが、その側近としてブルゴーニュ伯家の出身でその年に娘ウラカと結婚したライムンド・デ・ボルゴーニャがいた。
コンスタンサは1093年7月25日から10月25日までの間に死去した。コンスタンサの命日について、前者の記録は分権の最後のあたりに記録されたが、後者の命日にサアグンの修道士たちが国王夫妻の魂の救済のために祈りを捧げたところ、コンスタンサは既に死去しており、請願者としての記録に国王アルフォンソ6世の名のみ記載され、王妃コンスタンサの名は残っていない。
コンスタンサは死去した後、サアグンのサン・ファクンドおよびサン・プリミティーヴォ修道院（後の王立サン・ベニート修道院）に埋葬された。後に2番目の夫アルフォンソ6世とその全ての妃も同修道院に埋葬された。
アルフォンソ6世と結婚し、下記の名が判明している2女の他４人の子をもうけたが、無事に成人したのは長女ウラカだけであった。存命中、コンスタンサは夫の女性関係に苦しんだとされる。
- ウラカ（1079年頃 - 1126年） - カスティーリャ女王、レーモン・ド・ブルゴーニュと結婚[4]、カスティーリャ王アルフォンソ1世と再婚。
- エルビラ（夭逝）